# Denma Locho Rinpoché
Denma Locho Rinpoché tibétain : ལྡན་མ་བློ་ཆོས་རིན་པོ་ཆེ, Wylie : ldan ma blo chos rin po che (17 septembre 1928 Kham, Tibet - 23 octobre 2014, MacLeod Ganj, Dharamsala, Inde) également connu sous le nom de Lobsang Oser Choying Gyatso, est un lama incarné tibétain, ou tulkou, du Collège Loseling du monastère de Drepung. Expert du Yamantaka et du Vajrayogini, il est considéré comme une sommité de la lignée de Tsongkhapa, réputé comme détenteur des lignées tantriques, maître des yogas tantriques et détenteur de la lignée de Ling Rinpoché.

## Biographie
Denma Locho Rinpoché est né le 17 septembre 1928 à Gaba dans le Kham, région orientale du Tibet, dans le clan Rongpo, où il fut reconnu à l'âge de six ans comme la réincarnation d'un célèbre lama, Choying Gyatso alias Gen Locho, du monastère local de Selkar et de Drepung Loseling. À douze ans, sur l'insistance de Tongpun Rinpoché, Denma Locho Rinpoché entra au Collège monastique de Drepung Loseling près de Lhassa et étudia avec Tongpun Rinpoché jusqu'à son départ pour la Chine quelques années plus tard. Par la suite, il a été encadré par le gen Nyima Gyaltsen. Il a obtenu le diplôme de Guéshé Lharampa, équivalent à un doctorat, et a été premier de sa classe. Il a ensuite terminé ses examens tantriques au Collège tantrique de Gyume en 1958,,.
Une fois ses études terminées, Denma Locho Rinpoché décida de passer le reste de sa vie en retraite contemplative et rechercha l'avis et la permission des oracles de Nechung, Gadong et Tenma, qui accédèrent tous à sa demande, mais peu après la soulèvement tibétain de 1959 à Lhassa, il suivit le dalaï-lama en exil en Inde. Denma Locho Rinpoché a vécu à Sarnath pendant deux ans, puis est devenu chercheur à l'université de Calcutta pendant deux ans, puis directeur de l'École bouddhiste de dialectique du Ladakh pendant six ans. En 1967, il devient abbé d'un petit monastère à Manali avant de s'installer à McLeod Ganj. Denma Locho Rinpoché a été abbé du monastère de Namgyal du dalaï-lama de 1986 à 1991.
Denma Locho Rinpoché est arrivé pour la première fois aux États-Unis en 1978 où il a enseigné pendant un an à l'université de Virginie à Charlottesville. Il a enseigné à plusieurs reprises à Jewel Heart aux États-Unis et aux Pays-Bas, au monastère de Drepung Loseling aux États-Unis, au Ladakh et dans les monastères du sud de l'Inde.
En 1990, il fut avec le ministre Kalsang Yeshi, son secrétaire Karma Gelek, Thubten Ngodup et Garje Khamtrul Jamyang Dhondup représentant de la lignée nyingma, , un des membres de la délégation officielle tibétaine qui participa à la réunion internationale de la Conférence asiatique bouddhiste pour la paix, présidée par Bakula Rinpoché qui s'est tenue à Oulan-Bator.
Denma Locho Rinpoché a reçu de nombreux enseignements de Ling Rinpoché, le tuteur principal du dalaï-lama, et est devenu le principal détenteur de ses enseignements dans la lignée. Lorsque le tuteur principal du dalaï-lama, Ling Rinpoché, est décédé et que sa jeune réincarnation, le 7e Yongzin Ling Rinpoché, a été découverte, le dalaï-lama a nommé Denma Locho Rinpoché comme son tuteur.
Les principaux maîtres de Denma Locho Rinpoché étaient Lithang Kyabgon (Shogdrung Rinpoché) et Lhatsung Dorje Chang, « les deux maîtres dont Denma Locho Rinpoché reçut les lignées uniques de Manjushri/Yamantaka et de Vajrayogini qui en sont venues à le définir » ; Yongzin Ling Rinpoché ; Trijang Dorje Chang ; et le 14e dalaï-lama. Il a transmis toutes les lignées d'autonomisation, de transmission et d'instruction qu'il avait reçues au Tibet, à divers endroits en Inde et au Népal. Il fut le professeur de Gelek Rimpoché et de Lama Zopa Rinpoché.
Son corps a été incinéré au monastère de Gyuto le 3 novembre 2014. Les principaux lamas présents aux nombreux services tenus en son honneur étaient le ganden tripa, Rizong Rinpoché ; l'abbé émérite Gyuto, Tongpun Rinpoché ; et Gyuto Khen Rinpoché, Jhado Rinpoché,.

## Réincarnation
Sa réincarnation est née vraisemblablement le 16 septembre 2015, Denma Lochoe Yangsi Tenzin Choeying Rinpoché célèbre son 8e anniversaire dans sa résidence privée de Dharamsala le 16 septembre 2023.